# Музей Майера ван ден Берга
Музей Майера ван ден Берга — художественный музей в Антверпене.

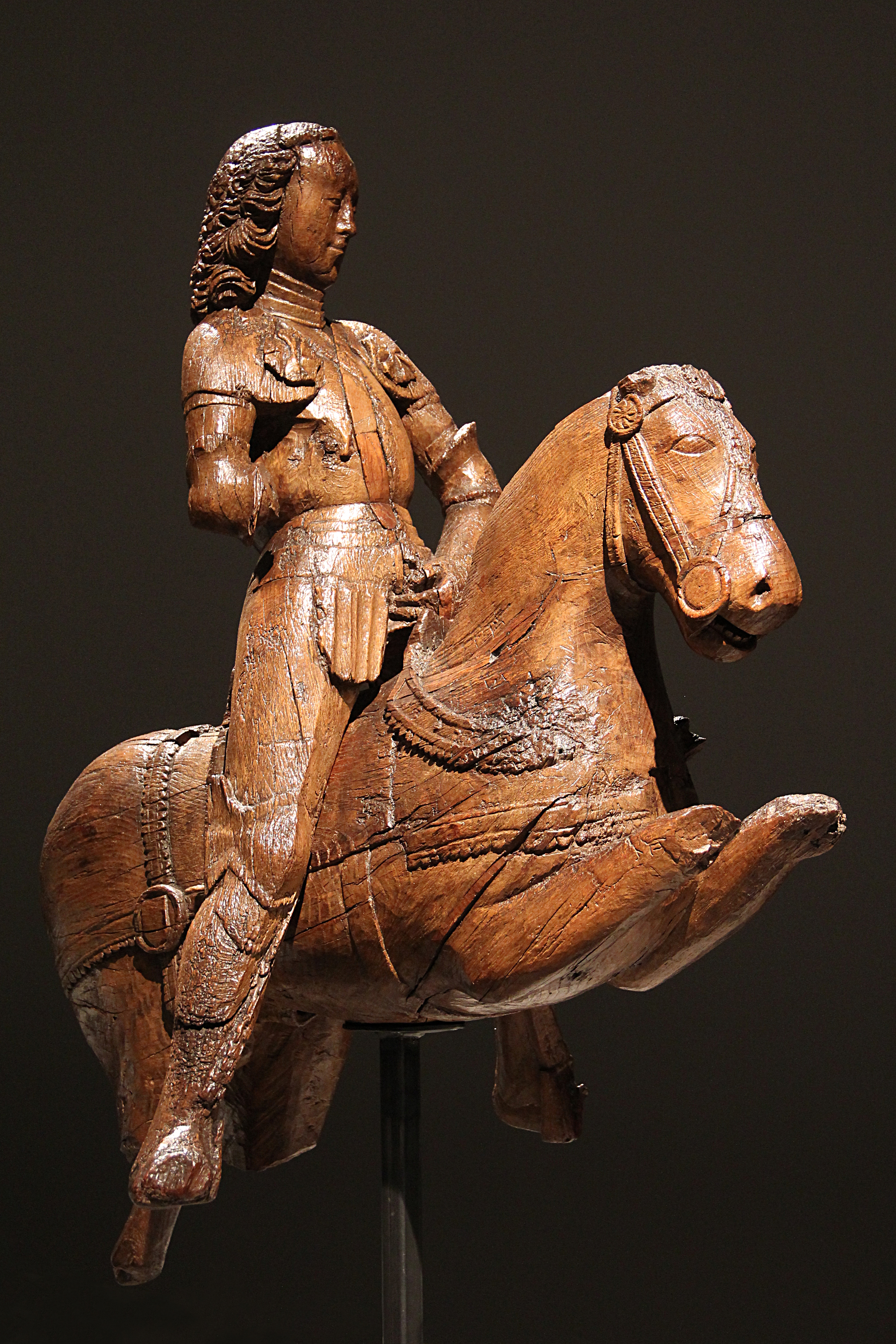
Дубовая статуя, изображающая Святого Георгия на коне (1480-1499).

Основу собрания составляют произведения искусства времен Средневековья, Возрождения и барокко. Фонды музея сформировались из частной коллекции Фрица Майера ван дер Берга (1858—1901). Среди наиболее известных произведений, находящихся в музее, — два полотна Питера Брейгеля Старшего: «Безумная Грета» и «Двенадцать пословиц».
Коллекция была передана для показа общественности матерью коллекционера Генриеттой Майер ван ден Берг (1838—1920) в память о рано умершем сыне. В залах музея представлены художественные сокровища мирового значения: картины, скульптуры, изделия ковроткачества, живопись на стекле, изделия из слоновой кости, манускрипты и изделия декоративно-прикладного искусства. Главная часть коллекции — искусство XIV—XVI веков.
Помимо семейного дома Генриетта Майер ван дер Берг передала для музея специально построенное помещение, стилизованное под архитектуру XVI века.